# 高崎新田站
高崎新田站（日语：〔〕／ Takasaki-Shinden eki */?）位於宮崎縣都城市高崎町，是九州旅客鐵道（JR九州）
吉都線上的車站。車站片假名為 ，與町名有些微差異。

## 車站構造
島式月台1面2線的地上站。無人車站，有一座混凝土建築的站房。

## 車站周邊
- 都城市公所 高崎總合分所（原為高崎町公所）
- 高崎郵局
- 都城市立高崎小學

## 历史
- 1913年5月11日：鐵道院宮崎線小林～谷頭開通，本站作為中途站開業[1]。
- 1968年12月 - 完成現有站房。
- 1980年10月1日 - 廢止貨物業務。
- 1987年（昭和62年）4月1日 - 國鐵分割民營化後成為九州旅客鐵道（JR九州）轄下的車站。

## 相鄰車站
九州旅客鐵道
吉都線
日向前田－高崎新田－東高崎

## 相關項目
- 日本鐵路車站列表

## 外部連結
- JR九州 － 高崎新田車站 （页面存档备份，存于）（日語）